# Francisco Antonio de Monteser
Francisco Antonio de Monteser, španski dramatik, * 1620, † 1668.
Deloval je v španski zlati dobi.